# Asia Minor (band)
Asia Minor (Klein Azië) is een muziekgroep binnen de progressieve rock. De naam verwijst naar thuisland Turkije en dan met name Anatolië.
De band begon in 1971 rond Istanbul onder de naam Layla, een verwijzing naar het nummer Layla van Derek & the Dominos dat dan weer terugvoert op de Layla. De twee basisleden Eril Tekeli (1954) en Setrak Bakirel (1953) vertrokken in de jaren zeventig al naar Frankrijk omdat er voor hun muziek in Turkije zelf geen voldoende belangstelling was. De band bleef oefenen, hetgeen uitmondde in een eerste studioalbum Crossing the line. Die titel verwees naar hun droom van hun hobby hun beroep te maken. Echter, de niche waarin ze speelden had door de opkomst van de punk net de belangstelling van de muziekwereld verloren. Er was geen enkel platenlabel in hun muziek geïnteresseerd; een uitgave in eigen beheer was de enige mogelijkheid. Ze financierden het album met behulp van vrienden en familie en verkochten de langspeelplaat tijdens concerten en enkele platenwinkels, maar een doorbraak bleef uit. Toch kon via dezelfde methode een opvolger uitgebracht worden Between flesh and divine, de titel is een eerbetoon aan Greta Garbo. Alhoewel deze iets beter verkocht blijft de band een achterhoedegevecht leveren om door te breken. Na diverse personeelswisselingen volgt in februari 1982 in Desvres het laatste optreden. Er volgt nog een optreden op de zender FR3 (Mosaïque), maar dan valt het doek. 
Asia Minor maakt bij de eerste twee album grotendeels instrumentale muziek met een grote gelijkenis met die van Camel en Focus, niet toevallig met respectievelijk Andrew Latimer en Thijs van Leer, ook twee bands met een fluitist in de gelederen. De twee basisleden proberen vanaf juni 1983 Asia Minor voort te zetten en er vonden opnamen plaats voor een nieuw album, maar in 1987 kwam alles weer tot stilstand.
Tekeli en Bakirel bleven min of meer actief in de muziekwereld, maar commercieel succes bleef uit. In de tijd van de opkomst van social media (jaren tien van de 21e eeuw) bleek er uiteindelijk voldoende belangstelling te blijven om te kijken of er een nieuwe persing van de eerste twee albums kon komen. Het was wel voldoende om in 2021 een derde album uit te geven Points of libration. De verkoop liep dusdanig goed, dat er plannen gesmeed werden voor een vierde album. In oktober 2024 is daarvan vooralsnog niets terug te vinden, ook heruitgave van oud werk bleef uit.

## Discografie
- Crossing the line (1979)
  - platenlabel WAM (Ware of Asia Minor)
  - opnamen 16-28 oktober 1978 Maïa Studios, Bondy
  - Musici: Eril Tekeli (dwarsfluit, gitaar, basgitaar; Setrak Bakirel (zang, gitaar, basgitaar); Lionel Beltrami (drumstel, percussie) met gast Nicolas Vincente (toetsinstrumenten)
  - Tracks: 1: Preface (4:18), 2: Mahzun Gözler (8:13), 3: Mystic dance (1:45), 4: Misfortune (4:30), 5: Landscape (3:50), 6: Visions (5:35), 7: Without stir (1:50), 8: Hayal dolu günler Için (4:38) en 9: Postface (2:00)
  - Tekst en muziek: Bakirel en Tekeli
  - in 1993 volgde een heruitgave via Musea Records; de bazen van dat platenlabel groeven in die jaren de progressieve rock binnen Frankrijk af om te kijken of er interessante muziek was om alsnog of weer uit te geven; de plaat maakte voldoende aanknopingspunten voor een heruitgave op lp en cd.
- Between flesh and divine (1980)
  - platenlabel WAM
  - opnamen juli 1980 Studios de la Grande Armée, Parijs
  - Musici: Eril Tekeli (dwarsfluit, gitaar); Setrak Bakirel (zang, gitaar, basgitaar); Lionel Beltrami (drumstel, percussie), Robert Kempler (toetsinstrumenten, basgitaar)
  - Tracks: 1: Nightwind (6:23), 2: Northern lights (7:45), 3: Boundless (3:00), 4: Dedicace (6:11), 5: Lost in a dream yell (7:42(, 6: Dreadful memories (3:00)
  - in 1991 volgde een heruitgave via Musea Records;
- Landscape pictures in rock (1988)
  - tegen de wil van de band uitgebrachte muziek voor reclame en televisie; de ep vermeldt als muziekproducent Alan Parsons; de poging dat verwijderd te krijgen mislukte
- Points of libration (2021)